# Majd Mastoura
Majd Mastoura (arabe : مجد مستورة), né le 30 avril 1990 à Menzel Abderrahmane, est un acteur tunisien.
Lors de la Berlinale 2016, il remporte l'Ours d'argent du meilleur acteur pour son interprétation du rôle-titre de Hedi, un vent de liberté réalisé par Mohamed Ben Attia.

## Filmographie
- 2012 : Bidoun 1 (court métrage) de Jilani Saadi : Abdou
- 2014 : Bidoun 2 de Jilani Saadi[2] : Abdou
- 2016 : Hedi, un vent de liberté de Mohamed Ben Attia : Hedi
- 2017 : Corps étranger de Raja Amari : le jeune bénévole
- 2019 :
  - Un divan à Tunis de Manele Labidi : Naïm
  - 24 vérités (court métrage) de Sélim Gribâa : Mourad
  - Charter (court métrage) de Sabry Bouzid : le poète
  - Avant qu'il ne soit trop tard de Majdi Lakhdar : Saïf
- 2021 :
  - Dune Dreams de Samuel Doux : Khaled
  - Obvious Offside (court métrage) de Sami Tlili : Hichem
- 2022 :
  - Un petit frère de Léonor Serraille : Malick
  - Voilà combien de jours (court métrage) de Hédi Ladjimi : Sami
- 2023 :
  - After d'Anthony Lapia : Saïd
  - Les Filles d'Olfa de Kaouther Ben Hania : les hommes
  - Après la nuit (court métrage) de Sarah Kern : Lucas
- 2024 :
  - Par-delà les montagnes de Mohamed Ben Attia : Rafik
  - Agora d'Ala Eddine Slim

## Distinctions
- Berlinale 2016 : Ours d'argent du meilleur acteur pour Hedi, un vent de liberté[3]